# Saison ABA 1972-1973
La saison 1972-1973 de l'ABA est la sixième saison de l’American Basketball Association. Du 12 octobre au 12 mai, les dix équipes engagées dans cette saison ont joué chacune 84 matchs. Les playoffs ont conduit en finale les Indiana Pacers opposés aux Kentucky Colonels, l'équipe des Pacers étant une quatrième fois en cinq ans en finale des playoffs,. Les Pacers sont sacrés champions pour la deuxième fois de suite.

## Saison régulière

### Classements
| Champion de division | Qualifié pour les playoffs |

 W = victoires, L = défaites, PCT = pourcentage de victoires, GB = retard (en nombre de matchs)
| Équipe            | W  | L  | PCT    | GB |
| ----------------- | -- | -- | ------ | -- |
| Carolina Cougars  | 57 | 27 | 67,9 % | -  |
| Kentucky Colonels | 56 | 28 | 66,7 % | 1  |
| Virginia Squires  | 42 | 42 | 50,0 % | 15 |
| New York Nets     | 30 | 54 | 35,7 % | 27 |
| Memphis Tams      | 24 | 60 | 28,6 % | 33 |

| Équipe                  | W  | L  | PCT    | GB |
| ----------------------- | -- | -- | ------ | -- |
| Utah Stars              | 55 | 29 | 65,5 % | -  |
| Indiana Pacers          | 51 | 33 | 60,7 % | 4  |
| Denver Rockets          | 47 | 37 | 56,0 % | 8  |
| San Diego Conquistadors | 30 | 54 | 35,7 % | 25 |
| Dallas Chaparrals       | 28 | 56 | 33,3 % | 27 |

### Meilleurs joueurs
| Catégorie                  | Joueur         | Équipe                  | Statistique |
| -------------------------- | -------------- | ----------------------- | ----------- |
| Points par match           | Julius Erving  | Virginia Squires        | 31,9        |
| Rebonds par match          | Artis Gilmore  | Kentucky Colonels       | 17,6        |
| Passes décisives par match | Chuck Williams | San Diego Conquistadors | 7,0         |
| % aux tirs                 | Artis Gilmore  | Kentucky Colonels       | 55,9 %      |
| % aux lancers francs       | Bill Keller    | Indiana Pacers          | 87,0 %      |
| % à 3-points               | Simmie Hill    | San Diego Conquistadors | 39,1 %      |

### Joueurs récompensés
- Rookie de l'année : Brian Taylor (New York Nets)
- MVP de l'année : Billy Cunningham (Carolina Cougars)
- Entraîneur de l'année : Larry Brown (Carolina Cougars)
- MVP des playoffs : George McGinnis (Indiana Pacers)
- All-ABA First Team:
  - Billy Cunningham, Carolina Cougars
  - Julius Erving, Virginia Squires
  - Artis Gilmore, Kentucky Colonels
  - Jimmy Jones, Utah Stars
  - Warren Jabali, Denver Rockets
- All-ABA Second Team:
  - George McGinnis, Indiana Pacers
  - Dan Issel, Kentucky Colonels
  - Mel Daniels, Indiana Pacers
  - Ralph Simpson, Denver Rockets
  - Mack Calvin, Carolina Cougars
- All-Defensive Team:
  - Julius Keye, Denver Rockets
  - Willie Wise, Utah Stars
  - Artis Gilmore, Kentucky Colonels
  - Mike Gale, Kentucky Colonels
  - Fatty Taylor, Virginia Squires
  - Joe Caldwell, Carolina Cougars
- All-Rookie Team:
  - Jim Chones, New York Nets
  - George Gervin, Virginia Squires
  - James Silas, Dallas Chaparrals
  - Brian Taylor, New York Nets
  - Dennis Wuycik, Carolina Cougars

## Playoffs

### Règlement
Au premier tour et pour chaque division, l'équipe classée numéro 1 affronte l'équipe classée numéro 4 et la numéro 2 la 3. Une équipe doit gagner quatre matchs pour remporter une série de playoffs, avec un maximum de sept matchs par série.

### Arbre de qualification
|  | Division demi-finales | Division demi-finales   | Division demi-finales | Division demi-finales |    |                  | Division finales | Division finales | Division finales | Division finales |  |  | Finale ABA | Finale ABA | Finale ABA | Finale ABA |
|  |                       |                         |                       |                       |    |                  |                  |                  |                  |                  |  |  |            |            |            |            |
|  |                       |                         |                       |                       |    |                  |                  |                  |                  |                  |  |  |            |            |            |            |
|  |                       |                         |                       |                       |    |                  |                  |                  |                  |                  |  |  |            |            |            |            |
|  | 1                     | Utah Stars              | 4                     | 4                     |    |                  |                  |                  |                  |                  |  |  |            |            |            |            |
|  | 1                     | Utah Stars              | 4                     | 4                     |    |                  |                  |                  |                  |                  |  |  |            |            |            |            |
|  | 3                     | San Diego Conquistadors | 0                     | 0                     |    |                  |                  |                  |                  |                  |  |  |            |            |            |            |
|  | 3                     | San Diego Conquistadors | 0                     | 0                     | 1  | Utah Stars       | 2                | 2                |                  |                  |  |  |            |            |            |            |
|  |                       |                         |                       |                       | 1  | Utah Stars       | 2                | 2                |                  |                  |  |  |            |            |            |            |
|  |                       |                         | 2                     | Indiana Pacers        | 4  | 4                |                  |                  |                  |                  |  |  |            |            |            |            |
|  | 4                     | Denver Rockets          | 2                     | Indiana Pacers        | 4  | 4                | 1                | 1                |                  |                  |  |  |            |            |            |            |
|  | 4                     | Denver Rockets          |                       |                       |    |                  |                  | 1                |                  |                  |  |  |            |            |            |            |
|  | 2                     | Indiana Pacers          | 4                     | 4                     |    |                  |                  |                  |                  |                  |  |  |            |            |            |            |
|  | 2                     | Indiana Pacers          | 4                     | 4                     | O2 | Indiana Pacers   | 4                | 4                |                  |                  |  |  |            |            |            |            |
|  |                       |                         |                       |                       | O2 | Indiana Pacers   | 4                | 4                |                  |                  |  |  |            |            |            |            |
|  |                       |                         | E2                    | Kentucky Colonels     | 3  | 3                |                  |                  |                  |                  |  |  |            |            |            |            |
|  | 1                     | Carolina Cougars        | E2                    | Kentucky Colonels     | 3  | 3                | 4                | 4                |                  |                  |  |  |            |            |            |            |
|  | 1                     | Carolina Cougars        |                       |                       |    |                  |                  |                  |                  |                  |  |  |            |            |            |            |
|  | 3                     | New York Nets           | 1                     | 1                     |    |                  |                  |                  |                  |                  |  |  |            |            |            |            |
|  | 3                     | New York Nets           | 1                     | 1                     | 3  | Carolina Cougars | 3                | 3                |                  |                  |  |  |            |            |            |            |
|  |                       |                         |                       |                       | 3  | Carolina Cougars | 3                | 3                |                  |                  |  |  |            |            |            |            |
|  |                       |                         | 2                     | Kentucky Colonels     | 4  | 4                |                  |                  |                  |                  |  |  |            |            |            |            |
|  | 4                     | Virginia Squires        | 2                     | Kentucky Colonels     | 4  | 4                | 1                | 1                |                  |                  |  |  |            |            |            |            |
|  | 4                     | Virginia Squires        |                       |                       |    |                  |                  | 1                |                  |                  |  |  |            |            |            |            |
|  | 2                     | Kentucky Colonels       | 4                     | 4                     |    |                  |                  |                  |                  |                  |  |  |            |            |            |            |
|  | 2                     | Kentucky Colonels       | 4                     | 4                     |    |                  |                  |                  |                  |                  |  |  |            |            |            |            |
|  |                       |                         |                       |                       |    |                  |                  |                  |                  |                  |  |  |            |            |            |            |

Les Pacers remportent le troisième titre de leur histoire et George McGinnis est élu MVP des séries.